# Eliminatórias da Copa do Mundo FIFA de 2014 - Europa (Grupo A)
O Grupo A das eliminatórias da Europa para a Copa do Mundo FIFA de 2014 foi formado por Croácia, Sérvia, Bélgica, Escócia, Macedônia e País de Gales.
O vencedor do grupo qualificou-se automaticamente para a Copa do Mundo de 2014. Além dos demais oito vencedores de grupos, os oito melhores segundos colocados avançaram para a segunda fase, disputada no sistema de play-offs.

## Classificação
| Pos | Equipe             | Pts | J  | V | E | D | GP | GC | SG  | Classificado                              |  | BEL | CRO | SRB | SCO | WAL | MKD |
| --- | ------------------ | --- | -- | - | - | - | -- | -- | --- | ----------------------------------------- |  | --- | --- | --- | --- | --- | --- |
| 1   | Bélgica            | 26  | 10 | 8 | 2 | 0 | 18 | 4  | +14 | qualificadas para a Copa do Mundo de 2014 |  | —   | 1–1 | 2–1 | 2–0 | 1–1 | 1–0 |
| 2   | Croácia            | 17  | 10 | 5 | 2 | 3 | 12 | 9  | +3  | qualificadas para a segunda fase          |  | 1–2 | —   | 2–0 | 0–1 | 2–0 | 1–0 |
| 3   | Sérvia             | 14  | 10 | 4 | 2 | 4 | 18 | 11 | +7  | Eliminado                                 |  | 0–3 | 1–1 | —   | 2–0 | 6–1 | 5–1 |
| 4   | Escócia            | 11  | 10 | 3 | 2 | 5 | 8  | 12 | −4  | Eliminado                                 |  | 0–2 | 2–0 | 0–0 | —   | 1–2 | 1–1 |
| 5   | País de Gales      | 10  | 10 | 3 | 1 | 6 | 9  | 20 | −11 | Eliminado                                 |  | 0–2 | 1–2 | 0–3 | 2–1 | —   | 1–0 |
| 6   | Macedônia do Norte | 7   | 10 | 2 | 1 | 7 | 7  | 16 | −9  | Eliminado                                 |  | 0–2 | 1–2 | 1–0 | 1–2 | 2–1 | —   |

## Resultados
| 7 de setembro de 2012 | Croácia     | 1 – 0     | Macedônia do Norte | Estádio Maksimir, Zagreb                |
| 20:15 (UTC+2)         | Jelavić 69' | Relatório |                    | Público: 13 883 Árbitro: ISR Alon Yefet |

| 7 de setembro de 2012 | País de Gales | 0 – 2     | Bélgica                      | Cardiff City Stadium, Cardiff                   |
| 19:45 (UTC+1)         |               | Relatório | Kompany 42' · Vertonghen 83' | Público: 16 557 Árbitro: SWE Stefan Johannesson |

| 8 de setembro de 2012 | Escócia | 0 – 0     | Sérvia | Hampden Park, Glasgow                       |
| 15:00 (UTC+1)         |         | Relatório |        | Público: 47 369 Árbitro: SWE Jonas Eriksson |

| 11 de setembro de 2012 | Sérvia                                                                           | 6 – 1     | País de Gales | Estádio Karađorđe, Novi Sad               |
| 20:30 (UTC+2)          | Kolarov 16' · Tošić 24' · Đuričić 37' · Tadić 55' · Ivanović 80' · Sulejmani 90' | Relatório | Bale 31'      | Público: 10 660 Árbitro: POR Duarte Gomes |

| 11 de setembro de 2012 | Bélgica      | 1 – 1     | Croácia    | Estádio Rei Baudouin, Bruxelas               |
| 20:45 (UTC+1)          | Gillet 45+1' | Relatório | Perišić 6' | Público: 39 987 Árbitro: ESP Alberto Undiano |

| 11 de setembro de 2012 | Escócia    | 1 – 1     | Macedônia do Norte | Hampden Park, Glasgow                       |
| 20:00 (UTC+1)          | Miller 43' | Relatório | Noveski 11'        | Público: 32 430 Árbitro: RUS Sergey Karasev |

| 12 de outubro de 2012 | Macedônia do Norte | 1 – 2     | Croácia                   | Estádio Felipe II da Macedônia, Escópia      |
| 20:30 (UTC+2)         | Ibraimi 16'        | Relatório | Ćorluka 33' · Rakitić 60' | Público: 25 230 Árbitro: DEN Peter Rasmussen |

| 12 de outubro de 2012 | Sérvia | 0 – 3     | Bélgica                                      | Estádio Estrela Vermelha, Belgrado          |
| 20:30 (UTC+2)         |        | Relatório | Benteke 34' · De Bruyne 68' · Mirallas 90+1' | Público: 21 650 Árbitro: CZE Pavel Kralovec |

| 12 de outubro de 2012 | País de Gales       | 2 – 1     | Escócia      | Cardiff City Stadium, Cardiff              |
| 19:45 (UTC+1)         | Bale 80' (pen), 87' | Relatório | Morrison 27' | Público: 23 249 Árbitro: GER Florian Meyer |

| 16 de outubro de 2012 | Croácia                     | 2 – 0     | País de Gales | Estádio Gradski vrt, Osijek                  |
| 20:00 (UTC+2)         | Mandžukić 27' · Eduardo 57' | Relatório |               | Público: 17 500 Árbitro: ROU Alexandru Tudor |

| 16 de outubro de 2012 | Macedônia do Norte | 1 – 0     | Sérvia | Estádio Felipe II da Macedônia, Escópia  |
| 20:30 (UTC+2)         | Ibraimi 59' (pen)  | Relatório |        | Público: 26 181 Árbitro: NED Bas Nijhuis |

| 16 de outubro de 2012 | Bélgica                   | 2 – 0     | Escócia | Estádio Rei Baudouin, Bruxelas         |
| 20:45 (UTC+2)         | Benteke 68' · Kompany 71' | Relatório |         | Público: 44 132 Árbitro: NOR Tom Hagen |

| 22 de março de 2013 | Croácia                  | 2 – 0     | Sérvia | Estádio Maksimir, Zagreb                  |
| 18:00 (UTC+1)       | Mandžukić 23' · Olić 37' | Relatório |        | Público: 35 722 Árbitro: TUR Cüneyt Çakır |

| 22 de março de 2013 | Macedônia do Norte | 0 – 2     | Bélgica                          | Estádio Felipe II da Macedônia, Escópia    |
| 20:45 (UTC+1)       |                    | Relatório | De Bruyne 26' · Hazard 62' (pen) | Público: 15 947 Árbitro: GER Deniz Aytekin |

| 22 de março de 2013 | Escócia      | 1 – 2     | País de Gales                      | Hampden Park, Glasgow                       |
| 20:00 (UTC+0)       | Hanley 45+2' | Relatório | Ramsey 72' (pen) · Robson-Kanu 74' | Público: 39 365 Árbitro: FRA Antony Gautier |

| 26 de março de 2013 | Sérvia           | 2 – 0     | Escócia | Estádio Karađorđe, Novi Sad            |
| 20:30 (UTC+1)       | Đuričić 60', 66' | Relatório |         | Público: 6 500 Árbitro: HUN István Vad |

| 26 de março de 2013 | Bélgica    | 1 – 0     | Macedônia do Norte | Estádio Rei Baudouin, Bruxelas                    |
| 20:45 (UTC+1)       | Hazard 62' | Relatório |                    | Público: 44 230 Árbitro: POR Olegário Benquerença |

| 26 de março de 2013 | País de Gales  | 1 – 2     | Croácia                  | Liberty Stadium, Swansea                |
| 19:45 (UTC+0)       | Bale 21' (pen) | Relatório | Lovren 77' · Eduardo 87' | Público: 12 534 Árbitro: ITA Luca Banti |

| 7 de junho de 2013 | Croácia | 0 – 1     | Escócia       | Estádio Maksimir, Zagreb                              |
| 20:15 (UTC+2)      |         | Relatório | Snodgrass 26' | Público: 25 016 Árbitro: ESP David Fernández Borbalán |

| 7 de junho de 2013 | Bélgica                      | 2 – 1     | Sérvia      | Estádio Rei Baudouin, Bruxelas               |
| 20:45 (UTC+2)      | De Bruyne 13' · Fellaini 60' | Relatório | Kolarov 87' | Público: 45 844 Árbitro: FRA Stéphane Lannoy |

| 6 de setembro de 2013 | Macedônia do Norte              | 2 – 1     | País de Gales | Estádio Felipe II da Macedônia, Escópia   |
| 19:00 (UTC+2)         | Tričkovski 20' · Trajkovski 80' | Relatório | Ramsey 39'    | Público: 18 000 Árbitro: SUI Sascha Kever |

| 6 de setembro de 2013 | Sérvia       | 1 – 1     | Croácia       | Estádio Estrela Vermelha, Belgrado       |
| 20:45 (UTC+2)         | Mitrović 66' | Relatório | Mandžukić 53' | Público: 30 000 Árbitro: GER Felix Brych |

| 6 de setembro de 2013 | Escócia | 0 – 2     | Bélgica                   | Hampden Park, Glasgow                          |
| 20:00 (UTC+1)         |         | Relatório | Defour 34' · Mirallas 89' | Público: 40 284 Árbitro: ITA Paolo Tagliavento |

| 10 de setembro de 2013 | Macedônia do Norte | 1 – 2     | Escócia                | Estádio Felipe II da Macedônia, Escópia    |
| 20:30 (UTC+2)          | Kostovski 85'      | Relatório | Anya 60' · Maloney 89' | Público: 14 093 Árbitro: FRA Fredy Fautrel |

| 10 de setembro de 2013 | País de Gales | 0 – 3     | Sérvia                                   | Cardiff City Stadium, Cardiff                 |
| 19:45 (UTC+1)          |               | Relatório | Đorđević 8' · Kolarov 38' · Marković 55' | Público: 10 923 Árbitro: POL Szymon Marciniak |

| 11 de outubro de 2013 | Croácia      | 1 – 2     | Bélgica         | Estádio Maksimir, Zagreb                 |
| 18:00 (UTC+2)         | Kranjčar 84' | Relatório | Lukaku 16', 38' | Público: 13 000 Árbitro: ENG Howard Webb |

| 11 de outubro de 2013 | País de Gales | 1 – 0     | Macedônia do Norte | Cardiff City Stadium, Cardiff              |
| 19:45 (UTC+1)         | Church 67'    | Relatório |                    | Público: 11 257 Árbitro: ARM Suren Baliyan |

| 15 de outubro de 2013 | Sérvia                                                               | 5 – 1     | Macedônia do Norte | Estádio FK Jagodina, Jagodina             |
| 20:30 (UTC+2)         | Tošić 16' · Basta 19' · Kolarov 38' (pen) · Tadić 54' · Šćepović 74' | Relatório | Jahović 83'        | Público: 8 294 Árbitro: SVK Richard Trutz |

| 15 de outubro de 2013 | Bélgica       | 1 – 1     | País de Gales | Estádio Rei Baudouin, Bruxelas              |
| 21:00 (UTC+2)         | De Bruyne 64' | Relatório | Ramsey 88'    | Público: 45 401 Árbitro: RUS Sergey Karasev |

| 15 de outubro de 2013 | Escócia                      | 2 – 0     | Croácia | Hampden Park, Glasgow                       |
| 20:00 (UTC+1)         | Snodgrass 28' · Naismith 73' | Relatório |         | Público: 30 172 Árbitro: ROU Ovidiu Hațegan |